# Ctimene alboguttata
Ctimene alboguttata là một loài bướm đêm trong họ Geometridae.